# Харкс, Джон
Джон Эндрю Харкс (англ. John Andrew Harkes; род. 8 марта 1967, Карни, Нью-Джерси, США) — американский футболист и футбольный тренер. В качестве игрока известен по выступлениям за сборную США. Участник чемпионатов мира 1990 и 1994 года, а также Олимпийских игр 1988 года.

## Клубная карьера

### Ранняя карьера
В 1985 году Харкс поступил в Виргинский университет, где начал выступать за университетскую футбольную команду до 1989 года. После этого он сезон выступал за «Олбани Кэпиталс».

### Карьера в Англии
После чемпионата мира 1990 года в Италии он принял предложение английского «Шеффилд Уэнсдей». В поединке против «Дерби Каунти» Джон забил гол в ворота голкипера сборной Англии Питера Шилтона ударом с 35 метров, этот мяч был признан «голом года» в Англии. Харкс стал вторым американцем после Билла Ригана, который сыграл в финале Кубка Англии.
В финале Кубка Лиги 1993 года против «Арсенала» Джон забил гол, но его команда уступила. В 1994 году Харкс перешёл в «Дерби Каунти», в составе команды он провёл полтора сезона и ещё полгода на правах аренды в «Вест Хэм Юнайтед».

### Карьера в MLS
В 1996 году Харкс вернулся в США и подписал контракт с MLS. Джон стал первым футболистом команды «Ди Си Юнайтед». В составе клуба он выиграл Supporters’ Shield, Кубок Ламара Ханта, Кубок чемпионов КОНКАКАФ, а также дважды стал обладателем Кубка MLS, забив в финале 1997 года победный гол. В 1999 году он ненадолго съездил в аренду в «Ноттингем Форест».
2 февраля 1999 года Харкс был обменян в «Нью-Инглэнд Революшн» на два драфт-пика. В составе клуба он провёл 55 матчей и забил 2 гола.
11 мая 2001 года Харкс был обменян в «Коламбус Крю» на Роланда Агилеру и условный драфт-пик. С новым клубом он выиграл Кубок Ламара Ханта. В 2002 году он получил травму, после годичного лечения Харкс принял решение об окончании карьеры.

## Международная карьера
23 марта 1987 года в матче против сборной Канады Харкс дебютировал за сборную США. 13 августа 1989 в товарищеском поединке против сборной Южной Кореи Джон забил свой первый гол за национальную команду. В 1988 году он попал в заявку на участие в Олимпийских играх в Сеуле.
В 1990 году Харкс принял участие в чемпионате мира в Италии. На турнире он принял участие во всех трех матчах против сборных Австрии, Италии и Чехословакии.
В 1991 году Джон выиграл Золотой кубок КОНКАКАФ, а в следующем году принял участие в Кубке конфедераций 1992. В 1993 году Харкс во второй раз поехал на Золотой кубок КОНКАКАФ. На турнире он сыграл в матчах против команд Ямайки, Гондураса, Коста-Рики и Мексики.
В 1994 году Харкс попал в заявку на участие в домашнем чемпионате мира. На турнире он принял участие в поединках против сборных Колумбии и Румынии. После мундиаля 1994 он защищал цвета страны на Кубке Америки 1995 и Кубке конфедераций 1999.
В 1996 году Харкс в третий раз принял участие в Золотом кубке КОНКАКАФ. На турнире он сыграл в матчах против сборных Сальвадора, Бразилии и Гватемалы.
В 1998 году Джон в четвёртый раз поехал на Золотой кубок КОНКАКАФ. На турнире он принял участие в поединках против команд Кубы, Коста-Рики, Бразилии и Мексики. В том же году оказался в центре скандала. Он не был включён в заявку команды на поездку во Францию на чемпионат мира 1998 из-за того, что крутил роман с женой нападающего Эрика Виналды, который уже был в заявке.

### Голы за сборную США
| #   | Дата            | Место             | Противник   | Счёт | Результат | Соревнование      |
| --- | --------------- | ----------------- | ----------- | ---- | --------- | ----------------- |
| 01. | 13 августа 1989 | Лос-Анджелес, США | Южная Корея | 1:2  | 1:2       | Товарищеский матч |
| 02. | 24 февраля 1990 | Пало-Алто, США    | СССР        | 1:0  | 1:3       | Товарищеский матч |
| 03. | 6 мая 1992      | Чикаго, США       | Италия      | 1:1  | 1:1       | 1992 U.S. Cup     |
| 04. | 30 мая 1992     | Вашингтон, США    | Ирландия    | 1:3  | 1:3       | 1992 U.S. Cup     |
| 05. | 11 июня 1995    | Бостон, США       | Нигерия     | 1:1  | 3:2       | 1995 U.S. Cup     |
| 06. | 18 июня 1995    | Вашингтон, США    | Мексика     | 3:0  | 4:0       | 1995 U.S. Cup     |

## Тренерская карьера
В 2003—2006 годах Харкс возглавлял молодёжный департамент «Ди Си Юнайтед».
В июле 2006 года Харкс стал ассистентом Брюса Арены в «Нью-Йорк Ред Буллз». Клуб он покинул в ноябре 2007 года через некоторое время после увольнения Арены.
11 августа 2015 года Харкс был представлен в качестве главного тренера новообразованного клуба «Цинциннати», начинающего выступать в USL в 2016 году. 17 февраля 2017 года Харкс был освобождён с должности.
27 августа 2018 года Харкс был назначен главным тренером и спортивным директором новообразованного клуба «Гринвилл Трайамф», франшизы нового третьего дивизиона, берущего старт в 2019 году. В сезоне 2020 «Гринвилл Трайамф» стал чемпионом Лиги один ЮСЛ, за что Харкс был назван тренером года. 26 января 2021 года «Гринвилл Трайамф» продлил контракт с Харксом до конца сезона 2023. 24 октября 2023 года было объявлено, что Харкс не будет продлевать контракт с «Гринвилл Трайамф» и покинет клуб в декабре.

## Личная жизнь
Родители Харкса — шотландцы.
У Джона и его жены Синди трое детей: сын и две дочери. Лорен была капитаном женской футбольной команды Клемсонского университета. Лили выступала за женскую футбольную команду Илонского университета. Иэн во время выступления за команду Университета Уэйк-Форест был назван лучшим футболистом-студентом в стране, выступал за «Ди Си Юнайтед» в течение двух сезонов.

## Достижения
Как игрока
Командные
 «Ди Си Юнайтед»
- Обладатель Кубка MLS: 1996, 1997
- Обладатель Supporters’ Shield: 1997
- Обладатель Кубка Ламара Ханта: 1996
- Обладатель Кубка чемпионов КОНКАКАФ: 1998

 «Коламбус Крю»
- Обладатель Кубка Ламара Ханта: 2002

 США
- Золотой кубок КОНКАКАФ: 1991
- Золотой кубок КОНКАКАФ: 1993
- Кубок короля Фахда: 1992

Индивидуальные
- Игрок месяца в MLS: июнь 1997[31]
- Участник Матча всех звёзд MLS: 1997[32], 1998[33], 1999[34], 2000[35]

Как тренера
Командные
 «Гринвилл Трайамф»
- Чемпион Лиги один ЮСЛ: 2020
- Победитель регулярного сезона Лиги один ЮСЛ: 2020

Индивидуальные
- Тренер года в Лиге один ЮСЛ: 2020
- Тренер месяца в Лиге один ЮСЛ: июль 2020[36], октябрь 2021[37], июнь 2022[38][39], июль 2023[40][41]